# Kornquader
Das Quartier Kornquader ist ein Ortsteil der Stadt Chur im schweizerischen Kanton Graubünden. Der Flurname Kornquader verweist darauf, dass es dort ein oder mehrere Felder gegeben haben muss, auf denen Korn angebaut wurde. Da der Rhein lange Zeit die Rheinebene überschwemmte, wurden früher die Felder auf den rechtsrheinischen Schuttkegeln angelegt.
Das Quartier Kornquader grenzt an die Quartiere Chur City, Sommerau, Araschgen-Rosenhügel und Industrie-Chur West und ist in die kleineren Quartiere Westkornquader, Ostkornquader und Kornquader-Zentrum unterteilt. Im Quartier stehen unter anderem die Talstation der Bergbahnen Chur-Dreibündenstein AG, die Stadthalle, die Kaserne Chur und zahlreiche Bars.
Koordinaten: 46° 51′ N, 9° 31′ O; CH1903: 758569 / 190369